# Trudy Kerr
Trudy Kerr (Brisbane, 3 januari 1963) is een Australische jazzzangeres, muzikante, docente, radiopresentatrice en labeleigenaar. Sinds 1997 heeft ze tien studioalbums uitgebracht en een verzamelalbum Contemplation (januari 2015). Kerr heeft concerten gegeven in het Verenigd Koninkrijk, continentaal Europa, Oost-Azië en Australië. Ze woont in Beckenham met haar man Geoff Gascoyne, een mede-jazzmuzikant die contrabas speelt..

## Biografie
Kerr woonde bij haar oudere zus Jane en jongere broer Andrew in de westelijke buitenwijken van Brisbane, waar ze werden opgevoed door hun moeder Joy Seib. Kerr begon met zanglessen op 10-jarige leeftijd bij docente Joy Mills en later bij Colin Keats in St. Lucia. Kerr werd door haar moeder aangemoedigd om op te treden en ze nam deel aan vele zangwedstrijden. Trudy was een groot finaliste in de Australische Talent TV Show 'The Have a Go Show'. Trudy speelde ook Nancy in de show Oliver in haar Toowong High School Performance. Na het verlaten van de school begon Kerr een residentie van twee jaar in Neptunes in the Valley, een groot restaurant in Brisbane, waar ze alle muziekgenres uitvoerde, maar kennis maakte met jazzrepertoire. Kerr bleef optreden in bands in de omgeving van Brisbane, met name Mango Bop and the Pedestrians. Trudy bekleedde in 1989 ook een residentie in Port Vila, Vanuatu.
Trudy Kerrs eerste optredens waren in 1980 op 17-jarige leeftijd in Brisbane, nadat ze haar middelbare school had afgerond. Aanvankelijk voerde ze coverversies uit van volwassen hedendaagse muziek en nam ze een jazzstijl aan, nadat ze Chaka Khan op het album Echoes of an Era (januari 1982) had gehoord. Kerr trad op langs de oostkust van Australië en toerde door Oost-Azië. In 1990 verhuisde ze naar het Verenigd Koninkrijk om haar muziekcarrière voort te zetten. Ze voltooide een postdoctorale jazzopleiding aan de Guildhall School of Music in de periode 1994-1995. In 1995 ontmoette Kerr Geoff Gascoyne, een mede-jazzmuzikant die verschillende basgitaren bespeelt (contrabas, akoestische bas, elektrische bas) en was ooit een achtergrondzanger. Het koppel trouwde in januari 2002 en woont in Beckenham. In 1995 trad ze regelmatig op in Ronnie Scott's Jazz Club in Londen, waaronder het ondersteunen van Monty Alexander, wat leidde tot opnamesessies in april 1997.
In oktober 1997 bracht Kerr haar debuutalbum Sweet Dreams uit bij FMR Records. Het werd geproduceerd door Trevor Taylor met sessiemuzikanten, waaronder Mark Fletcher op drums en percussie, Andy Hamill op bas (akoestisch, elektrisch, dubbel), Mark Johns op gitaar, David O'Higgins op tenorsaxofoon en Phil Peskett op piano. Dave Nathan van AllMusic verklaarde, dat Kerr een eerlijke en vurige vertolking geeft van alle deuntjes (zowel ballads als up-tempo nummers) die ze zingt, met groot respect voor de teksten. Ian Carr, in The Rough Guide to Jazz beschreef haar zang als buitengewoon veelzijdig en kan elk soort lied met totale overtuiging aan. In 1998 had Kerr opgetreden op continentaal-Europese concerten in Turkije en Nederland.
Voor haar tweede album Trudy (1998) was Kerr de eerste zangeres die bij Jazzizit Records tekende: hun gebrek aan ervaring met het produceren van een vocaal album was helaas duidelijk, aldus Nathan. Andere muzikanten die door Trudy worden gebruikt, zijn Acker Bilk op klarinet (en co-leadzang op één nummer), Mornington Lockett op sopraansaxofoon en Nick Weldon op piano. Nathan vindt dat het resultaat een geval is van muzikale schizofrenie met uitvoeringen verdeeld in twee categorieën. De eerste is waar Kerr meer probeert te zijn dan zij is en dus lijkt haar vocalisatie onnatuurlijk en gekunsteld. De tweede categorie bewijst de uitzonderlijke gratie van dit album, waar Kerr minimale begeleiding krijgt, zowel qua aantal spelers als qua stijl. Carr meende dat het album nog zekerder en avontuurlijker was met dertien nummers in totaal en niet één saai moment. Haar platenlabel Jazzizit Records was in 1995 opgericht door Brian Nott en in 2006 verkocht aan Kerr en haar labelgenoot Derek Nash.
In 2000 bracht Kerr haar derde album Day Dream uit, met Gascoyne op contrabas, Guy Barker op trompet, Sebastian de Krom op drums en Mulgrew Miller op piano. Nathan, die voor All About Jazz schreef, beschreef haar zang als het tonen van meer zekerheid, meer verfijnde frasering en interpretatieve kwaliteiten, verkregen door ervaring. Haar vierde studio-inspanning was het eerbetoonalbum My Old Flame: Remembering Chet Baker (2001). Kerr speelde covers van Bakers liedjes en voegde teksten toe aan enkele van zijn instrumentale nummers. In 2005 bracht Kerr Cloudburst uit met lovende kritieken. Kerr pakte een instrumentale benadering aan door teksten toe te voegen aan liedjes die oorspronkelijk instrumentaal waren geschreven.
In 2007 vroeg Kerr de Zweedse pianoster Jan Lundgren om met haar samen te werken aan haar album Déjà vu. Dit album bevatte ook de Amerikaanse singer/songwriter Bob Dorough, Kerr en Dorough duetten op zijn bop-klassieker Up jumped a Bird. Kerr toerde met Jan Lundgren door het zuiden van Zweden om de cd te promoten, evenals in het Verenigd Koninkrijk. The Jazz Man beoordeelde de publicatie als een typisch stijlvol aanbod van Kerr. Een liefdevol vervaardigde selectie van nummers, die prachtig zijn gezongen en foutloos zijn gespeeld. Eind 2007 toerde Kerr met het project Keep it to yourself van haar man Geoff Gascoyne door het Verenigd Koninkrijk. Bob Dorough trad op met de band op het Cork Jazz festival en de pianist op die tournee was Jamie Cullum. Na les te hebben gegeven aan de Jazz Academy Summer Course van Michael Garrick, ging Kerr de studio in en nam Like Minds op met Michael in 2009. De muziek was een ontroerend eerbetoon aan de muziek van Duke Ellington en ook aan de muziek van Garrick. Het duo toerde door het Verenigd Koninkrijk en met name was er een geweldig optreden op het Southport Jazz Festival.
In 2010 brachten Kerr en Ingrid James het duo-album Reunion uit. In 2012 werd uit een samenwerking met Geoff Gascoyne (Ted & Gladys) het album The Rhythm of Life geproduceerd, dat originele composities bevatte van Kerr en Gascoyne, evenals enkele minder bekende standards. In 2015 bracht Kerr Contemplation uit, een compilatie van enkele van haar beste werken. London Jazz News verklaarde: Bezielend met een zoete, aangrijpende delicatesse en heerlijk flexibel geluid, laat de zangeres zien dat ze altijd een opmerkelijk talent is geweest en nog steeds aan de top van haar spel staat. Kerr heeft samengewerkt met andere jazzmuzikanten, waaronder Jamie Cullum, Georgie Fame, Jan Lundgren, Bob Dorough, Michael Garrick, Tom Cawley en Jim Mullen.

## Stemcoaching en lesgeven
Vanaf 2004 doceerde Kerr een BA-cursus zang aan het Colchester Institute, Essex. Ze bekleedde onderwijsposities bij Trinity Laban, Guildhall School of Music and Drama, Chichester University en London Centre of Contemporary Music. Ze is stemcoach voor jonge vocalisten in verschillende genres.

## Radio presentatie
Trudy presenteert BBC Across the South's Jazz Hour op dinsdagavond samen met Roger Day, waar ze de nieuwste Britse publicaties en klassieke jazzopnamen speelt.

## Discografie
- 1997:	Sweet Surprise (FMR Records)
- 1998:	Trudy (Jazzizit Records)
- 2000:	Day Dream (Jazzizit Records)
- 2001:	My Old Flame (Jazzizit Records)
- 2005:	Cloudburst (Jazzizit Records)
- 2006:	Jazz for Juniors (Jazzizit Records)
- 2007:	Deja Vu (Jazzizit Records)
- 2009:	Like Minds (Jazzizit Records)
- 2010:	Reunion (door Trudy Kerr en Ingrid James) (Jazzizit Records)
- 2012:	The Rhythm of Life (Jazzizit Records)
- 2015:	Contemplation (compilation album) (Jazzizit Records)

- Gemeinsame Normdatei: 102349177X
- Virtual International Authority File: 257949780